# Иерархическое управление носителями
Иерархическое управление носителями, ИУН (англ. Hierarchical Storage Management, HSM) — технология хранения данных, позволяющая автоматически распределять данные между быстрыми (дорогими), медленными (дешёвыми) накопителями, тиринг (англ. tiering). Системы с ИУН хранят основную массу данных на медленных устройствах большого объёма, используя более быстрые накопители в качестве основной площадки запуска процессов.
Обычно часто использующиеся данные хранятся на массивах накопителя на жёстких магнитных дисках, те же, что не требуются длительное время (как правило — несколько месяцев), удаляются с них и остаются только на медленной части системы. Когда пользователь запрашивает файл, находящийся на магнитной ленте, он переписывается вновь на жёсткий диск. Достоинством такого подхода является то, что общий объём доступных данных может сильно превышать объём быстрых носителей, но, так как на медленных лентах располагаются редко запрашиваемые файлы, большинство пользователей не заметят падения скорости.

Впервые иерархическое управление носителями было реализовано фирмой IBM в мейнфреймах с целью удешевить хранение данных и упростить доступ к медленным носителям информации. Пользователю системы не нужно знать, где хранится нужная ему информация и как её получить с того или иного накопителя: система автоматически найдёт требуемый накопитель и файлы на нём. Единственное, что может заметить пользователь — различную скорость получения данных.
Позже IBM портировала технологию на AIX и другие UNIX‐подобные операционные системы, такие как Solaris, HP-UX и GNU/Linux.
Внедрение жестких дисков SATA позволило создать значительный рынок трёхступенчатых иерархических систем накопителей: файлы с сети хранения данных через высокопроизводительный канал Fibre Channel копируются на менее быстрые и менее дорогие массивы дисков SATA, объём которых может достигать нескольких терабайт, а со временем — на магнитную ленту.
Иерархическая система носителей аналогична системе кэширования, используемой в современных компьютерах: центральный процессор обладает небольшим количеством очень быстродействующей памяти SRAM для хранения текущих данных и большой, но довольно медленной оперативной памятью.
Вариантом применения технологии тиринга является Smart Response Technology с перемещением данных с НЖМД на SSD.
Управление носителями выполняется специализированным программным обеспечением.